# 1Q84
1Q84 is een roman uit 2009 van Haruki Murakami. Het boek werd snel een bestseller. De eerste druk was dezelfde dag uitverkocht. In de eerste maand werden één miljoen exemplaren verkocht.

## Titel
Er zijn drie hypotheses rond de titel van het werk. Volgens de eerste en populairste gaat het om een verwijzing naar de roman 1984 van George Orwell. Aomame, een van de hoofdpersonen uit het boek, gebruikt 1q84 om haar parallelle wereld van 1984 aan te duiden, waarbij de "q" staat voor Question mark. Murakami verbindt hier tevens een klankgrapje aan: in Japan wordt de letter "Q"  uitgesproken als kjoe, net als in het Engels en klinkt het cijfer "9" als "kyū". Op de cover van het Japanse boek staat als ondertitel ichi-kew-hachi-yon (één-q-acht-vier), waar de schrijfwijze "kew" zich onderscheidt van het gebruikelijke "kyū". Een tweede hypothese is een verwijzing naar de novelle Het ware verhaal van A Q van Lu Xun, terwijl het volgens anderen zou gaan over een IQ van 84.
De inhoud van het boek ondersteunt de orwelliaanse verwijzing. Aomame, een van de hoofdpersonages, leeft in een parallelle wereld gedurende het jaar 1984.

## Inhoud
Beide hoofdpersonages wonen naast elkaar. Zij een huurmoordenares en hij een leraar wiskunde die ervan droomt schrijver te worden.
De hoofdthema's van het boek zijn moord, geschiedenis, religie, geweld, familiebanden, liefde, leven en dood.

## Vertaling
In juni 2010 verscheen bij Uitgeverij Atlas de Nederlandse vertaling van delen 1 en 2 van de roman (deel 3 was toen net uitgekomen in Japan). De vertaler is Jacques Westerhoven. Het derde deel verscheen in het voorjaar van 2011. Dit was de eerste vertaling die beschikbaar was in een westerse taal: de Engelse vertaling bijvoorbeeld kwam pas uit in oktober 2011.